# Anca Surdu
Anca Surdu (n. 13 martie 1991, Constanța) este o dublǎ campioană mondialǎ (la „Trio feminin”) și grup la gimnasticǎ aerobicǎ.

## Legături externe
- Blogul Ancăi Surdu